# Pulau Selayar
Pulau Selayer (Nederlands (verouderd): Saleijer) is een eiland in de Indonesische eilandengroep Kepulauan Selayar, ten zuiden van Sulawesi. Benteng, het administratieve centrum van de eilandengroep ligt op Pulau Selayar. De eilandengroep is onderdeel van de provincie Zuid-Sulawesi. Naast Benteng liggen er de plaatsen Bonelohe, Padang, en Barangbarang. Het eiland is meer dan 80 km lang en smal (hoogstens 13 km breed) en heeft een oppervlak van 642 km².
Er is een klein museum met een grote bronzen zogenaamde keteltrom die waarschijnlijk stamt uit de periode van de Dong Soncultuur van Zuidoost-Azië.

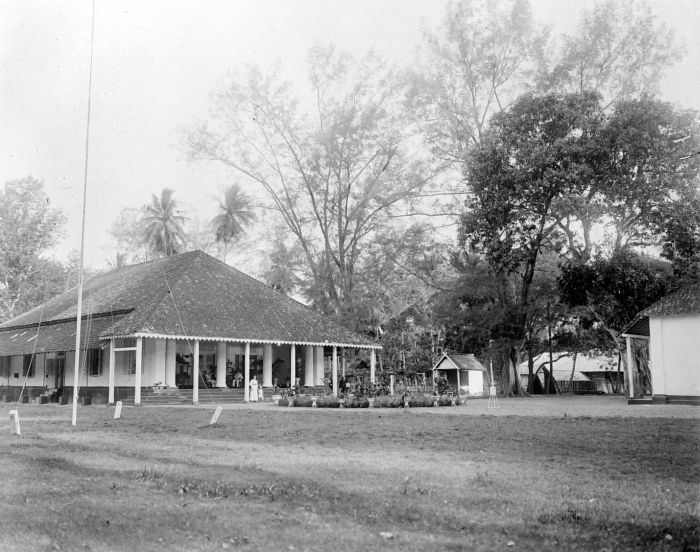
Woning van de controleur in Benteng in 1900
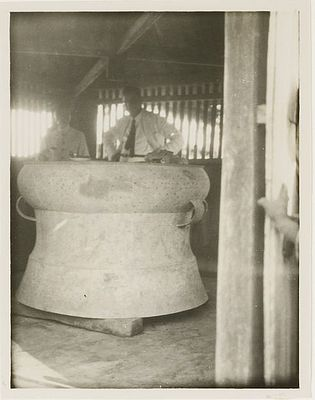
Grote bronzen keteltrom uit de Dong Soncultuur tentoongesteld in een speciaal museum in Benteng

## Fauna
Het eiland is populair bij duiktoeristen. Rondom het eiland zijn koraalriffen met bijzondere soorten haaien, adelaarsroggen en beenvissen soorten uit de groepen papegaaivissen en schorpioenvissen. Verder zijn er  doejongs (Indische zeekoe).
Het eiland is ook een Important Bird Area (IBA). Er komen 144 vogelsoorten voor waarvan 12 met een vermelding op de Rode Lijst van de IUCN en 18 endemische soorten zoals de Bonapartes papegaaiduif en Celebesslangenarend.